# Tonnerre d'Abomey FC
El Tonnerre d'Abomey FC és un club de futbol beninès de la ciutat d'Abomey.

## Palmarès
- Lliga beninesa de futbol: [1]
  - 2007